# Denisiphantes
Genre
Denisiphantes est un genre d'araignées aranéomorphes de la famille des Linyphiidae.

## Distribution
Les espèces de ce genre sont endémiques de Chine.

## Liste des espèces
Selon World Spider Catalog (version 22.0, 26/03/2021) :
- Denisiphantes arcuatus Zhou, Irfan & Peng, 2021
- Denisiphantes denisi (Schenkel, 1963)

## Étymologie
Ce genre est nommé en l'honneur de Jacques Denis.

## Publication originale
- Tu, Li & Rollard, 2005 : « A review of six linyphiid spiders described from China by Dr E. Schenkel (Araneae: Linyphiidae). » Revue Suisse de Zoologie, vol. 112, p. 647-660 (texte intégral).